# Église San Callisto
Pour les articles homonymes, voir San Callisto.
L'église San Callisto (en français : église Saint-Calixte) est une église de Rome située dans le quartier de Trastevere, sur la place du même nom.

## Historique
D'origine ancienne, elle est, selon la tradition, construite sur la maison où le pape Calixte Ier (217 - 222) se retirait généralement pour prier et où il a été martyrisé. Dans la cour du couvent attenant à l'église, se trouvait le puits où il aurait été jeté. Ce puits est maintenant conservé à l'intérieur de l'église, dans la chapelle sur la gauche. Sur le lieu du martyre, est initialement construit un oratoire commémoratif.
Au VIIIe siècle, le pape Grégoire III fait ériger une église, reconstruite au XIIe siècle.
En 1610, lorsque est édifié le monastère des bénédictins voisins, l'église est à nouveau reconstruite, sur des plans de Orazio Torriani (en). Depuis 1458, l'église abrite le titre cardinalice San Callisto. 
À cause de l'occupation française au début du XIXe siècle, les bâtiments ont subi d'importants dommages, ce qui a exigé des travaux de rénovation réalisés au cours du pontificat de Pie IX en 1851.

## Architecture
La façade de l'église est celle du XVIe siècle : les armoiries du pape Paul V se trouvent sur la partie supérieure. L'intérieur a une seule nef avec une chapelle de chaque côté : l'ensemble a subi d'importantes rénovations dans les années 1930. 
L'église conserve : 
- Dans la chapelle de droite, deux anges de Gian Lorenzo Bernini soutiennent un tableau de Pier Leone Ghezzi, San Mauro abate ;
- Dans la voûte, la gloire de saint Calixte, fresque d'Antonio Achilli ;
- Dans la chapelle de gauche, le puits où, selon la tradition, le Pape Calixte Ier aurait été jeté.

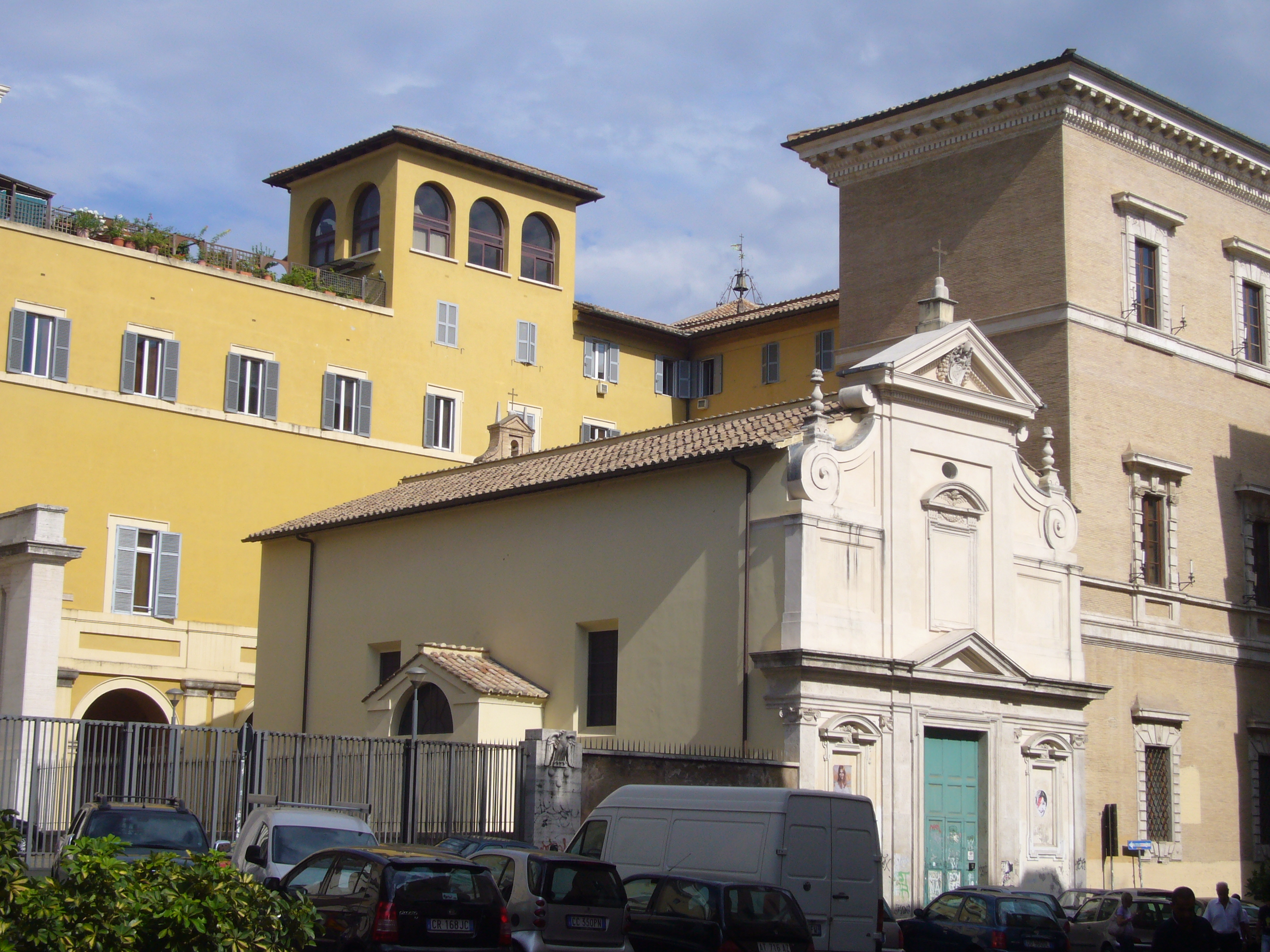
L'église et les palais qui la bordent
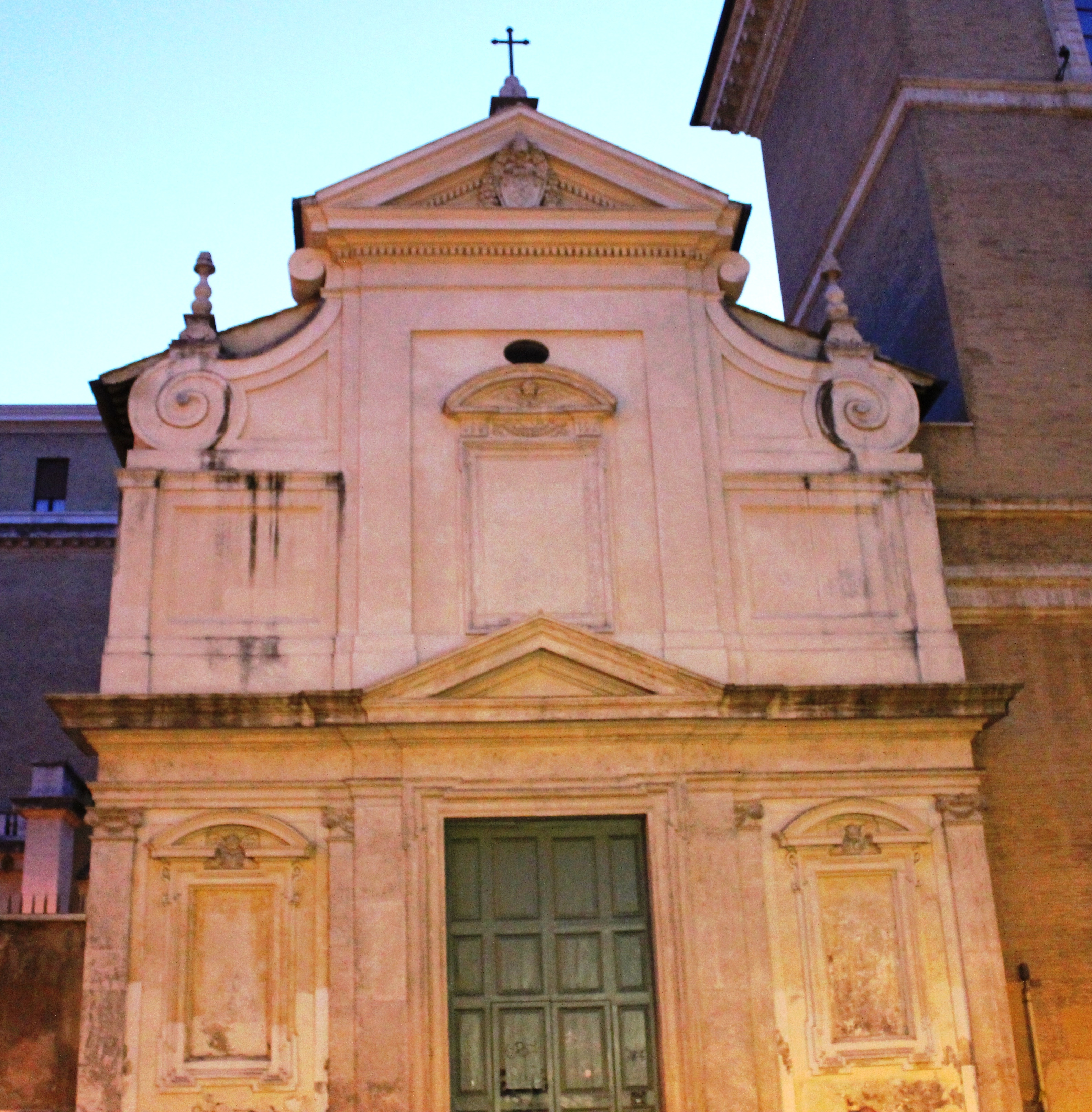
Façade Renaissance
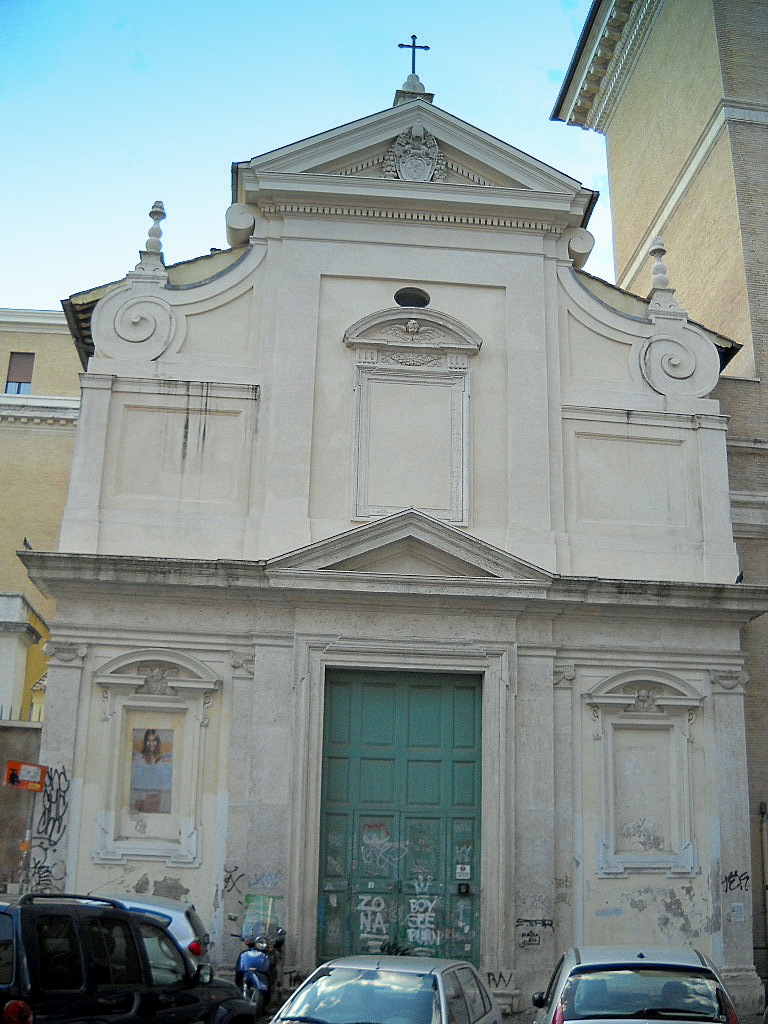
Façade